# Сьвеце-Колобжеські
Сьвеце-Колобжеські (пол. Świecie Kołobrzeskie, нім. Schwedt) — село в Польщі, у гміні Семишль Колобжезького повіту Західнопоморського воєводства.
Населення — 139 осіб (2011).

## Демографія
Демографічна структура станом на 31 березня 2011 року:
|          | Загалом | Допрацездатний вік | Працездатний вік | Постпрацездатний вік |
| -------- | ------- | ------------------ | ---------------- | -------------------- |
| Чоловіки | 68      | 7                  | 57               | 4                    |
| Жінки    | 71      | 12                 | 44               | 15                   |
| Разом    | 139     | 19                 | 101              | 19                   |